# Charles Hamelin
Charles Hamelin (n. 14 aprilie 1984, Lévis⁠(d), provincia Québec, Canada) este un sportiv ce a reprezentat Canada, medaliat olimpic. A participat la 4 ediții ale Jocurilor Olimpice (2006, 2010, 2014, 2022) în care a câștigat 3 medalii de aur și o medalie de argint.